# Ecnomus australis
Ecnomus australis är en nattsländeart som beskrevs av Jacquemart 1963. Ecnomus australis ingår i släktet Ecnomus och familjen trattnattsländor. Inga underarter finns listade i Catalogue of Life.